# المتنزهات الوطنية في ويلز

المتنزهات الوطنية في ويلز
1. سنودونيا
2. ساحل بيمبروكشاير
3. منارات بريكون

المتنزهات الوطنية في ويلز ((بالويلزية: Parciau Cenedlaethol Cymru)‏) هي مناطق مدارة ذات مناظر طبيعية رائعة في ويلز في المملكة المتحدة، تقيّد فيها بعض أشكال التنمية الحضرية للحفاظ على البيئة والمناظر الطبيعية. تغطي المتنزهات الوطنية بالمجمل حوالي 20 ٪ من مساحة ويلز، ويبلغ عدد سكانها أكثر من 80,000 نسمة. يوجد في ويلز حاليًا ثلاث متنزهات وطنية، وهي سنودونيا التي أنشئت في عام 1951، وساحل بيمبروكشاير (1952) ومنتزه بريكون بيكونز الوطني (1957)، وخمس مناطق ذات جمال طبيعي أخاذ (AONB)، وتشكل هذه الأماكن معا المناطق المحمية في ويلز، وتعد كل سلطة متنزهات وطنية هيئة قائمة بذاتها ضمن إطار الحكومة المحلية.
تعمل سلطات المتنزهات الوطنية الثلاث في شراكة باسم «المتنزهات الوطنية في ويلز» (NPW) التي تخدم أغراضها ومصالحها، حيث تحدد هذه الهيئة القضايا ذات الاهتمام المشترك وطريقة الاتفاق على المخرجات، ويتم فيها تبادل المعلومات والخبرات بين المعنيين بالمنتزهات الوطنية الثلاثة.
يقع جزء كبير من الأراضي داخل هذه المناطق ضمن ملكيات خاصة، ولا تعد هذه المتنزهات متنزهات وطنية حقًا وفقًا للمعايير المقبولة دوليًا لـ IUCN، إلا أنها مناطق ذات مناظر طبيعية أخاذة تقيد فيها الأنشطة السكنية والتجارية، وتعد «وطنية» لأنها تعتبر ذات قيمة خاصة للأمة بأسرها.
يحدد قانون البيئة لعام 1995 غرضين للمتنزهات الوطنية في ويلز:
- الحفاظ على جمال متنزهات الوطنية الطبيعي والحياة البرية والتراث الثقافي فيها وتعزيزها
- تعزيز فرص فهم مميزات المنتزه والتمتع بها من قبل الجمهور [4]

## الإدارة
ينص قانون البيئة لعام 1995 على إدارة كل متنزه وطني من قبل سلطة المتنزهات الوطنية الخاصة بها، وهي سلطة محلية ذات غرض خاص منذ أبريل 1997.
يعين حوالي نصف أعضاء كل سلطة متنزهات وطنية من قبل السلطات المحلية الرئيسية التي يقع فيها المتنزه، وتعين البقية من قبل جمعية ويلز الوطنية، ويعين آخرون لتمثيل المجالس المحلية، أو يتم اختيارهم لتمثيل «المصلحة الوطنية». هيئة المتنزهات القومية هي أيضًا سلطة التخطيط المحلية الوحيدة للحديقة. يقدر عدد زوار المتنزهات الوطنية بـ 12 مليون شخص سنويا، ويزور ما يقرب من ثلاثة أرباع سكان ويلز هذه المتنزهات المتنزهات كل عام.

## المتنزهات

### سنودونيا

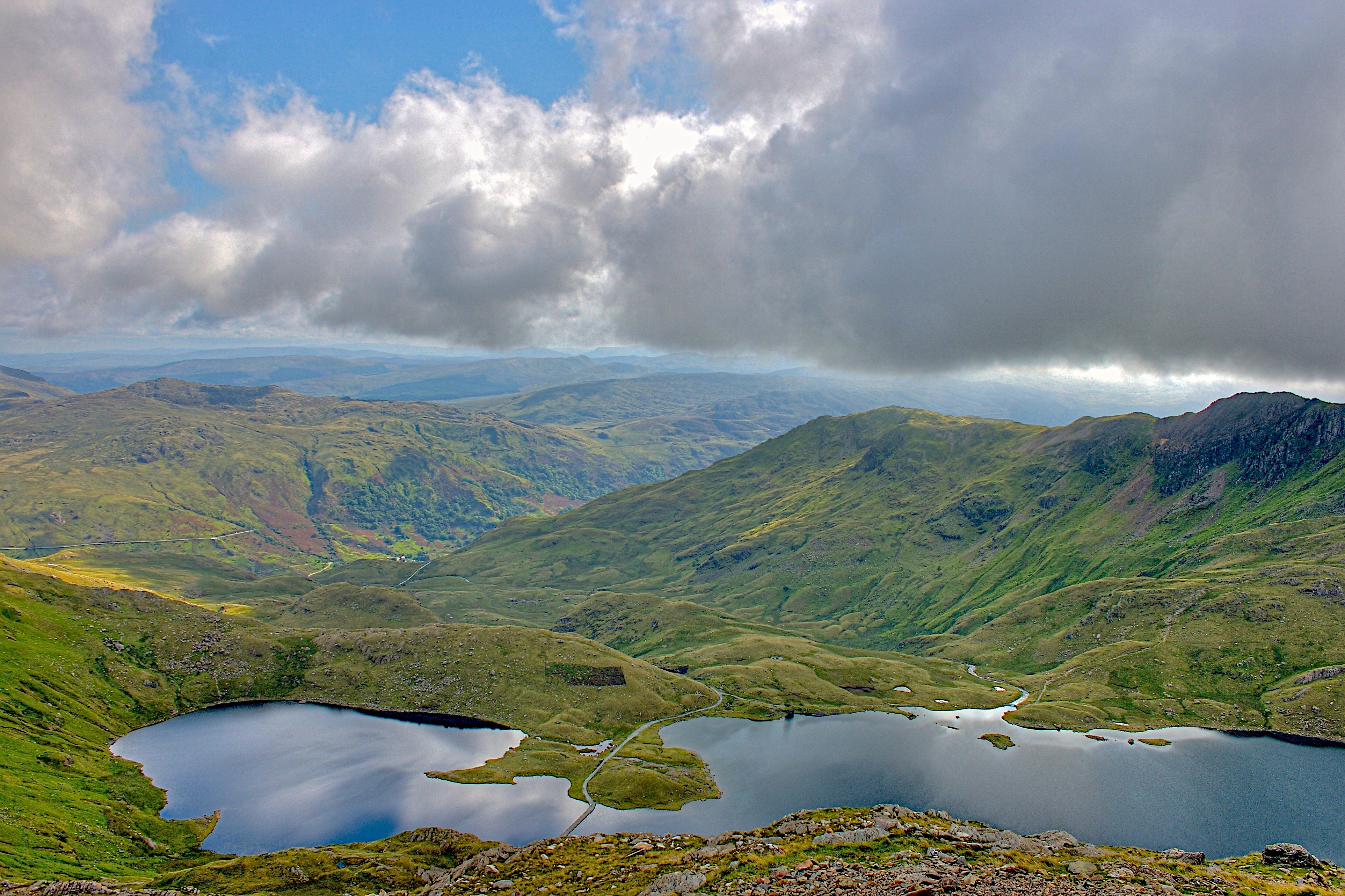

يعتبر متنزه إيريري (بالويلزية: Eryri) الذي أسس عام 1951 أكبر حديقة وطنية في ويلز، ويضم أعلى جبل في أيرلندا وإنجلترا وويلز، وأكبر بحيرة طبيعية في ويلز. ترتبط المنطقة بالثقافة والتاريخ المحليين، ويتكلم أكثر من نصف سكانها اللغة الويلزية  تشير شظايا أصداف أحفورية على قمة جبل سنودون يبلغ عمرها الـ 500 مليون سنة، وأيضا«قبة هارليتش» التي يشكلها جبلا سنودون وكادير إدريس (بالويلزية: Cadair Idris) إلى كيفية نشوء النطاقات الشمالية والجنوبية على التوالي في العصر الكمبري قبل اندلاع البراكين. أما الأنهار الجليدية فهي أكثر حداثة وقد بلغت ذروتها في سنودونيا منذ 18000 عام، وشكلت الوديان المميزة على شكل حرف U بما في ذلك، مثل لانبيريس (بالويلزية: Llanberis) ونانت غوينانت (بالويلزية: Nant Gwynant) في الشمال، وبحيرة تالي إيلين (بالويلزية: Tal-y-llyn) في الجنوب.

تيدر المتنزه هيئة منتزه سنودونيا الوطنية، التي تتكون من الحكومة المحلية وممثلي الحكومة الويلزية، وتقع مكاتبها الرئيسية في بلدة بينريندويدريث [الإنجليزية] .

### ساحل بيمبروكشاير

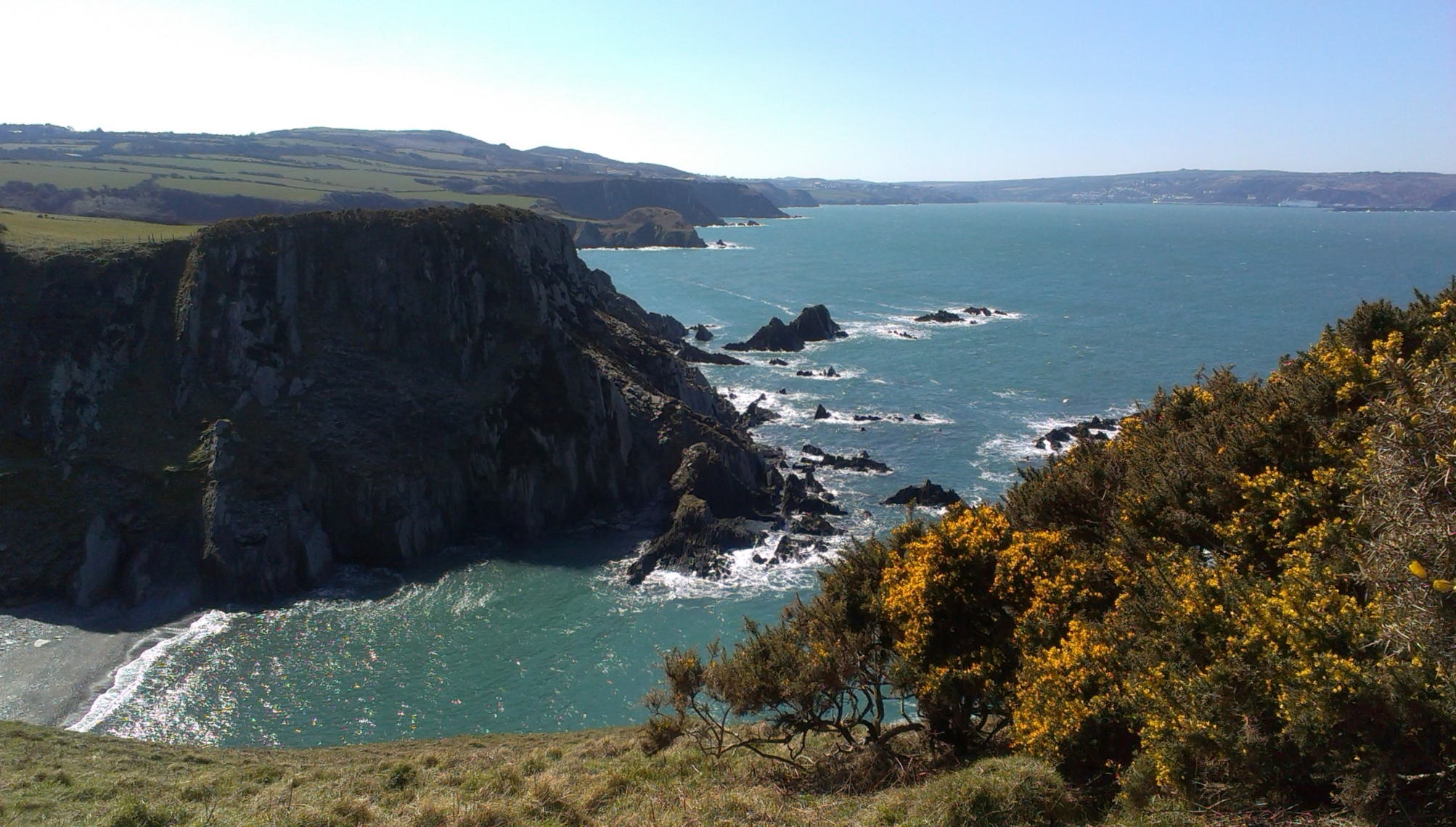

يعتبر هذا المتنزه الذي أسس عام 1952الحديقة الوطنية الوحيدة المعترف بها في المقام الأول لساحلها، وهي تغطي كامل ساحل بيمبروكشاير تقريبًا، وكل جزيرة بحرية، ومصب نهر دوغليدو (بالويلزية: Daugleddau) ، ومناطق واسعة من تلال بريسيلي (بالويلزية: Preseli) ووادي جواون (بالويلزية: Gwaun). للمنطقة أهمية دولية لكونها منطقة غنية بيئيًا تحتوي على مجموعة واسعة من فضاءات الحياة البرية عالية الجودة والأنواع النادرة. تحتوي الحديقة على ثلاثة عشر منطقة خاصة للحفظ، وخمس مناطق حماية خاصة، ومحمية طبيعية بحرية، وسبع محميات طبيعية وطنية بالإضافة إلى ستين موقعًا ذات أهمية علمية خاصة. تحتوي الحديقة أيضًا على ثروة من تاريخ البشرية وثقافتها، بما في ذلك بلدة سانت ديفيدس التي تعد أصغر مدينة في المملكة المتحدة، وحصون من العصر الحديدي. يوجد داخل المنتزه أيضًا ستين موقعًا جيولوجيًا محفوظا، تتراوح من المحاجر الصغيرة على جانب الطريق والصخور المنعزلة على قمم التلال إلى عدة كيلومترات من الساحل.

تدير المتنزه سلطة منتزه ساحل بيمبروكشاير الوطنية، وتضم تضم حوالي 130 موظفًا ولجنة من 18 عضوًا. تدير هذه الهيئة أيضًا ساحل بيمبروكشاير بالكامل، وهو يمتد لمسافة 299 كيلومترا ويقع بالكامل تقريبًا داخل منتزه ساحل بيمبروكشاير الوطني. يعيش في المنطقة أكثر من 26000 شخص، وفي عام 2011 كان 58.6٪ من السكان يتحدثون الويلزية.

### منارات بريكون
هو المتنزه الأحدث من بين المنتزهات الوطنية الثلاثة، وقد أسس عام 1957، ويفصل بين بين المناطق الريفية في وسط ويلز وتلك الصناعية في جنوبها. يمتد المتنزه من منطقة لاندايلو (بالويلزية: Llandeilo) في الغرب إلى هاي أون واي (بالويلزية: Hay-on-Wye) في الشمال الشرقي وبونتبول (بالويلزية: Pontypool) في الجنوب الشرقي، وتبلغ مساحتها 1340 كيلومترا مربعا، وتشمل أربع مناطق رئيسية هي الجبل الأسود (بالإنجليزية: Black Mountain)‏ في الغرب، غابة فاور (بالويلزية: Fforest Fawr) ومنارات بريكون (بالإنجليزية: Brecon Beacons)‏ في الوسط، وما يسمى بالجبال السوداء في الشرق، وهي تسمية محيرة إذ يبلغ ارتفاع أعلى نقطة فيها 811 مترا عند قمة فاون فاخ (بالويلزية: Waun Fach).

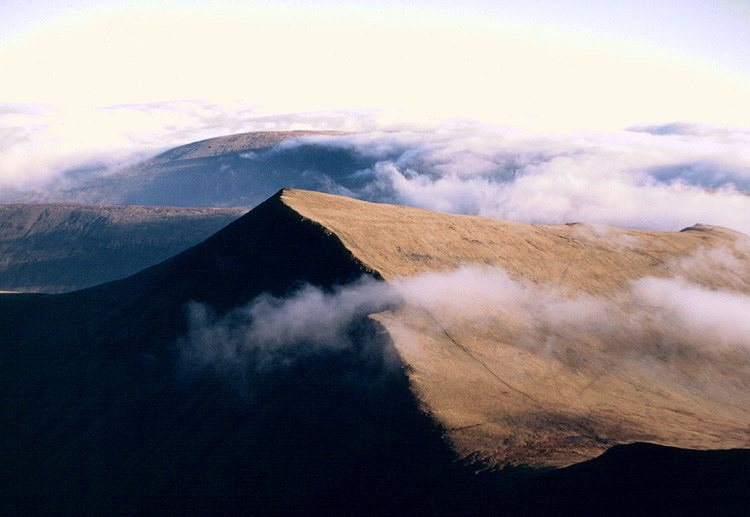

تتكون من الصخور الرسوبية التي ترجع إلى منتصف العصر الأوردوفيشي وحتى أواخر العصر الفحمي، على الرغم من كون الحجر الرملي الأحمر القديم العائد إلى العصر الديفوني أكثر الصخور ظهورا في كتل الجبال المختلفة في المتنزه بما في ذلك أعلى نقطة في جنوب ويلز، وهي بين أي فان (بالويلزية: Pen y Fan) على ارتفاع 886. تشترك المنطقة جيولوجيا مع عدة متنزهات وطنية أخرى في المرتفعات في دور النشاط االجليدي خلال العصور الجليدية الرباعية في تشكيل التضاريس. صنّف غرب الحديقة أيضًا حديقة جيولوجية تقديرا لمميزاتها. في المنطقة عدد من خطوط الترام السابقة وقناة مونماوثشاير وبريكون الممتدة أسفل وادي أوسك، التي يعود تاريخها إلى الثورة الصناعية، وتستخدم اليوم مرافق ترفيهية.
سلطة منتزه بريكون بيكونز الوطنية هي هيئة محلية ذات أغراض خاصة، لها مسؤوليات واسعة النطاق للحفاظ على المناظر الطبيعية وتعزيزها وتعزيز التمتع بها من قبل الجمهور.

## قائمة
| اسم                                          | صورة فوتوغرافية | المقاطعة / البلدان | تاريخ التكوين  | سنوات منذ تشكيلها | منطقة                           |
| -------------------------------------------- | --------------- | --- | -------------- | ----------------- | ------------------------------- |
| سنودونيا (الويلزية: إيري)                    |                 | جوينيد، كونوي 52°54′N 3°51′W / 52.900°N 3.850°W | 18 أكتوبر 1951 | 73 سنة            | 2,142 كيلومتر مربع (827.0 ميل2) |
| ساحل بيمبروكشاير (الويلزية: Arfordir Penfro) |                 | بيمبروكشاير 51°50′N 5°05′W / 51.833°N 5.083°W | 29 فبراير 1952 | 73 سنة            | 620 كيلومتر مربع (239.4 ميل2)   |
| منارات بريكون (الويلزية: Bannau Brycheiniog) |                 | Blaenau Gwent ، Carmarthenshire ، Merthyr Tydfil ، باويس، Rhondda Cynon Taf ، Monmouthshire ، Torfaen ، Caerphilly 51°53′N 3°26′W / 51.883°N 3.433°W | 17 أبريل 1957  | 67 سنة            | 1,351 كيلومتر مربع (521.6 ميل2) |

في التسعينيات، نفذت لجنة مستقلة برئاسة البروفيسور رون إدواردز من جامعة كارديف مراجعة لتشغيل المتنزهات على مدار 40 عامًا، توجت بتقرير يُعرف باسم «تقرير إدواردز»، وتلى ذلك إنشاء هيئات «قائمة بذاتها ومستقلة السلطات» من خلال قانون البيئة لعام 1995، ونفذ ذلك عام 1996.
في عام 2004 نشرت الحكومة الويلزية مراجعة مستقلة للمتنزهات الوطنية، وبعد 3 سنوات أصدرت سياسة تنظيم المتنزهات الوطنية والمحميات. وفي عام 2014، أوصت `` لجنة حوكمة الخدمات العامة وكفاءتها'' بأن تتعاون المتنزهات مع بعضها البعض، ومع السلطات المحلية، ومع هيئة الموارد الطبيعية في ويلز وغيرها، لتبادل الخبرات وتجنب الازدواجية ورفع نجاعة استخدام الموارد.

## التمويل
تتلقى المتنزهات الثلاثة 75٪ من تمويلها الوطني من حكومة ويلز، و25٪ من ضريبة الحديقة الوطنية. 

## روابط خارجية
- جمعية الحكومة المحلية الويلزية